# Organismo oligotrofo

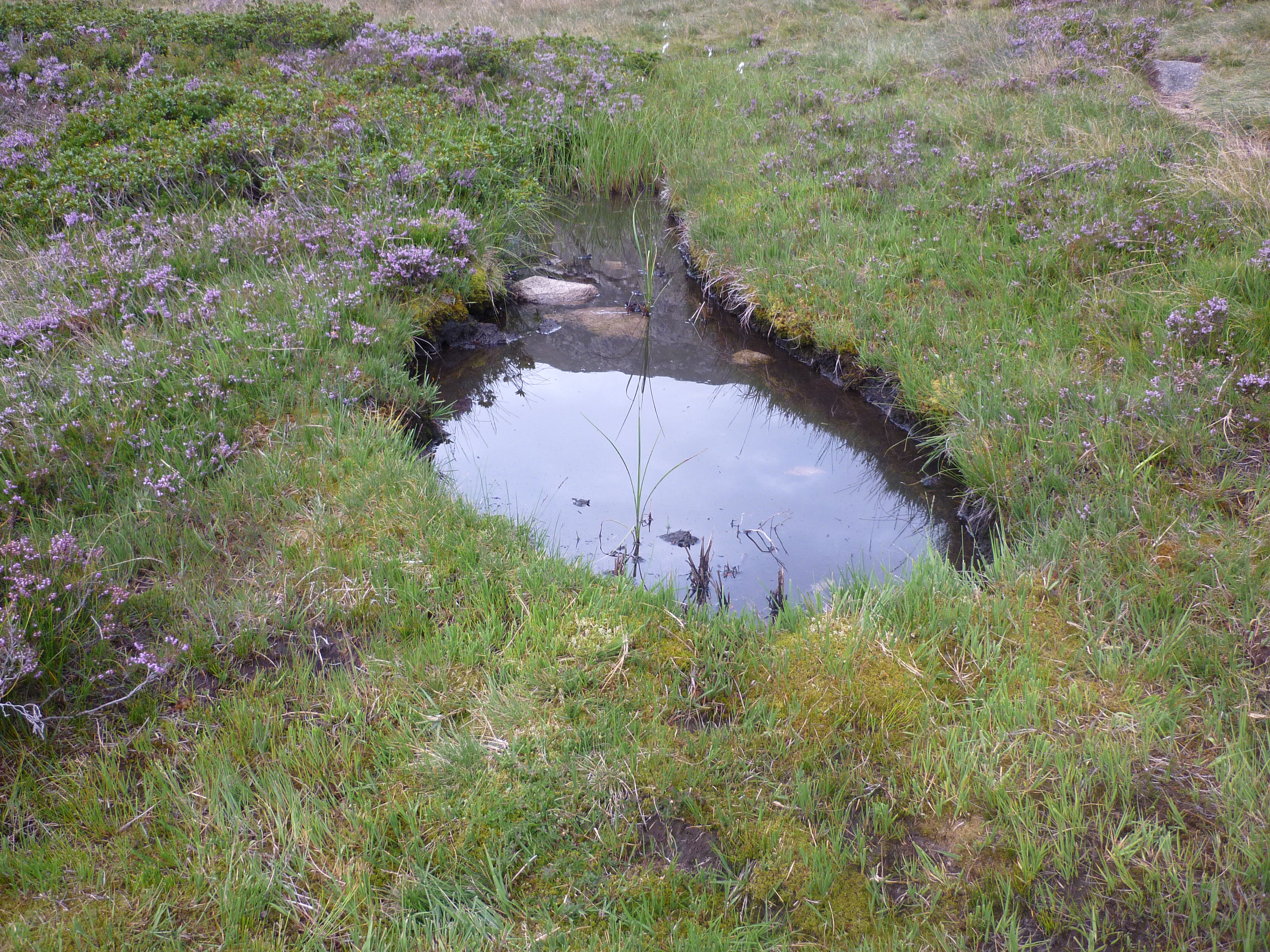
Le torbiere con sfagno sono ambienti oligotrofici.

Oligotrofi (dal Greco: ὀλίγος - oligos, "piccolo"; e τροφικός - trophikos, "cibo") è riferito ad organismi, principalmente vegetali, che riescono a sopravvivere in ambienti biologico poveri di sostanze nutritive. È la designazione data a un ecosistema povero di nutrienti e con produzione primaria ridotta o, nella sua variante oligotrofica, ad un organismo adattato a vivere in un ambiente che fornisce un livello molto basso di nutrienti.